# トーホー (玩具メーカー)
株式会社トーホーは、かつて存在した玩具メーカーである。本社は東京都台東区蔵前一丁目8番2号にあった。同業のアガツマと同様にアンパンマン玩具が総売上の殆どを占める程の主力商品であり、アンパンマンの玩具を製造・販売する企業で構成される「アンパンマン会議」の参加企業のうちの一つだった（他はアガツマ・バンダイ・セガトイズ）。

## 沿革
- 1951年、東邦化工株式会社として、日本初のプラスチック製ままごとセットを発売。
- 1977年、日本で初めてハローキティの玩具シリーズを発売。
- 1988年、アンパンマンの玩具シリーズを発売。
- 1998年、東邦化工の販売部門として分社化し、株式会社トーホーを設立。
- 2009年、子供用自転車のメーカーである株式会社オークスとトーホーが経営統合、持株会社・株式会社ジョイパレットを設立。
- 2011年、ジョイパレットがオークスとトーホーを吸収合併し、両社の全事業を継承。

## 主な商品キャラクター
- ハローキティ
- シナモロール
- セサミストリート
- それいけ!アンパンマン
- パンツぱんくろう